# Tiny Core Linux
Tiny Core Linux (TCL) este un sistem de operare minimalist bazat pe nucleul Linux dezvoltat de Robert Shingledecker. Această distribuție de Linux este cunoscută datorită dimensiunii sale extrem de mici (11-16 MB) si deoarece este foarte minimalistă, funcții suplimentare fiind provenite din extensii. Tiny Core Linux este un sistem de bază, fiind însoțit de BusyBox și de FLTK. Este gratuit cu al său cod sursă deschis și licențiat sub GNU GPL versiunea 2.

## Lansare
Prima versiune a fost lansată pe data de 5 ianuarie 2009.

## Variante
- Tiny Core - recomandată pentru utilizatorii noi care au acces la internet prin cablu. Include baza Core și interfața grafică bazată pe FLTK/FLWM.
- Core - varianta mai mică al lui Tiny Core fără interfață grafică.
- dCore - creată din fișiere compatibile cu Debian și Ubuntu.
- CorePure64 - o portare a lui Core pentru arhitectura x64
- Core Plus - variantă bazată pe Tiny Core care include mai multe funcții.
- piCore - varianta compatibilă cu Raspberry PI.

1. ↑  Tiny Core v15.0 (în engleză), 22 februarie 2024, accesat în 22 februarie 2024